# Hellmut Girardet
Hellmut Girardet (* 2. September 1902 in Essen; † 22. Mai 1973 in Wien) war ein deutscher Volkswirt, Verleger, Journalist und Unternehmer.

## Leben
Hellmut Girardet entstammte einer der großen deutschen Verlegerfamilien. Sein Vater, Kommerzienrat Wilhelm Girardet, hatte um die Jahrhundertwende in Düsseldorf, Wuppertal, Hamburg, Chemnitz, Leipzig und Zürich Zeitungen, Verlage und Großdruckereien gegründet oder besessen, die heute noch zu einem Teil im Besitz der Familie Girardet sind.
Girardet besuchte Realgymnasien in Bonn und Düsseldorf und schloss 1921 mit dem Abitur ab. Von 1921 bis 1925 studierte er Volkswirtschaft in Heidelberg, Königsberg und Würzburg, wo er zum Dr. rer. pol. promoviert wurde. Seit 1921 war er Mitglied des Corps Guestphalia Heidelberg.
Zwischen 1926 und 1936 war Girardet in vielen unterschiedlichen Stellungen als Volontär tätig: von 1926 bis 1928 in den Girardet-Niederlassungen in Essen, Düsseldorf, Wuppertal und Berlin, von 1928 bis 1929 bei Hardy & Co. in München, von 1930 bis 1933 bei den Chemnitzer Neuesten Nachrichten und von 1933 bis 1936 in der Berliner Redaktion der Girardet-Zeitungen. Als die Nationalsozialisten 1936 die Großverlage auflösten, übernahm er die Leitung der Girardet-Niederlassung Wuppertal und des General-Anzeigers Wuppertal. 1937 trat Girardet in die NSDAP ein. 1939 wurde er als Hauptmann der Reserve in die Wehrmacht eingezogen. Von 1940 bis 1941 nahm er an Feldzügen in Belgien, 1941 in Lettland und 1942 bis 1945 in Italien teil.
1949 konnte der Wuppertaler General-Anzeiger wieder erscheinen. Er gewann in wenigen Monaten die Stellung der größten Zeitung des Bergischen Landes zurück. Girardet engagierte sich im Verein Rheinisch-Westfälischer Zeitungsverleger für die Interessen der Altverleger, bis er für den Zeitraum 1968 bis 1970 zum Präsidenten des Bundesverbands Deutscher Zeitungsverleger gewählt wurde.
Als Mitglied und Förderer der Europa-Union war Girardet ein Europäer der ersten Stunde. 1962 war er Gründer und Präsident der Deutsch-Thailändischen Gesellschaft. 
Girardet war Träger des Großen Verdienstkreuzes der Bundesrepublik Deutschland. Er starb am 22. Mai 1973 auf einer Zeitungsverlegertagung.
Sohn von Hellmut Girardet ist Michael Girardet (* 1932), persönlich haftender Gesellschafter der Girardet Verlag KG in Düsseldorf vormals W. Girardet KG, die von Wilhelm Girardet gegründet wurde.

## Ehrungen
- 1967: Großes Verdienstkreuz der Bundesrepublik Deutschland